# Neubau (Wien)
Neubau ( [ˈnɔɪ̯baʊ̯] ?) er den 7. af Wiens 23 bydele (bezirke).
48°12′09″N 16°20′53″Ø / 48.2025°N 16.348055555556°Ø